# Бринмаур
Бринмаур (енгл. Brynmawr) је трговиште у јужном Велсу. Град, који се понекад наводи као највиши град у Велсу, налази се на надморској висини од 380 до 460 m, на челу долине Јужног Валеса. Развијао се заједно са развојем рударске и индустријом гвожђа почетком 19. века. До реорганизације локалних власти 1974. године, Бринмаур је припадао округу Брекнокшир.